# Agrostis tricuspidata
Agrostis tricuspidata é uma espécie de gramínea do gênero Agrostis, pertencente à família Poaceae.